# 1240.
1240. je peto desetletje v 13. stoletju med letoma 1240 in 1249. 